# Haworthia nortieri
Haworthia nortieri är en grästrädsväxtart som beskrevs av Gerald Graham Smith. Haworthia nortieri ingår i släktet Haworthia och familjen grästrädsväxter.

## Underarter
Arten delas in i följande underarter:
- H. n. globosiflora
- H. n. nortieri
- H. n. pehlemanniae